# C
C یا c سومین حرف در الفبای لاتین اصلی انگلیسی و ISO است. نام آن در انگلیسی cee (تلفظ / ˈ s i: /)، جمع cees است. 

## در نگارش فارسی
به‌طور معمول C,c برابر حرف / چ / در الفبای پارسی است. مانند: چَنگ. /Cang/
البته گروهی آن را به صورت Ch معادل حرف / چ / در الفبای فارسی گرفته‌اند. هم‌چون: چَنگ. /Chang/
و باز شکل دیگر نوشتن چ در «دبیره پارسی لاتین» به صورت Č می‌باشد. همانند: چَنگ. /Čang/

## در نگارش ترکی استانبولی

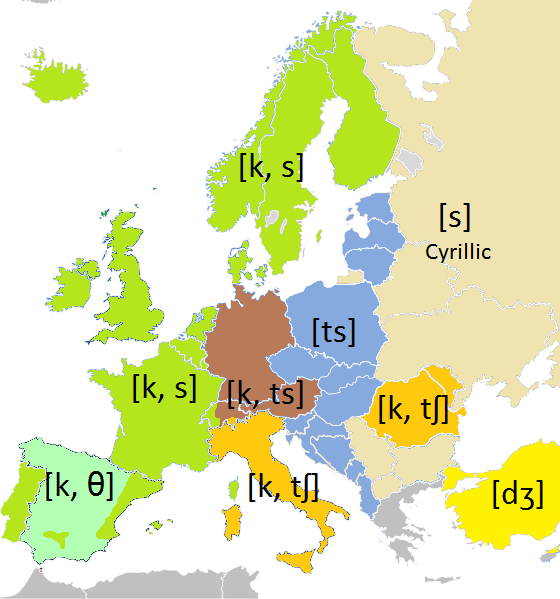
ارزش (های) آوایی معمول حرف c در دبیره‌های زبانهای اروپایی

حرف C در ترکی استانبولی بصورت /dʒ/ مشابه حرف "ج" در زبان فارسی تلفظ می‌شود.

## کاربرد

حرف C در زبان اشاره آمریکایی

### ریاضی
در اعداد رومی حرف C نشانگر عدد ۱۰۰ است. همچنین پیشوند سانت یا سانتی (-centi) به معنای صد است. مانند سانتی‌متر به معنای یکصدم متر است.

### فیزیک
در فیزیک حرف C° نماد درجه سلسیوس است.

### شیمی
در فهرست عناصر بر پایه نماد شیمیایی حرف C، نماد شیمیایی عنصر کربن است.

### تجهیزات پزشکی
حرف C نشانگر عدد ۱۰۰ در اعداد رومی است بدین ترتیب؛ CC نشانگر عدد ۲۰۰ است و در پزشکی و تزریق‌ها برای اندازه‌گیری حجم مایعات استفاده می‌شود.

### رایانه
در برنامه‌نویسی رایانه حرف C ممکن است یادآور زبان برنامه نویسی C یا کتابخانه‌های آن باشد.

### محصولات
بر روی برخی از محصولات حرف C درون دایره © درج شده به معنای نماد حق تکثیر است.